# Shoghi Effendi

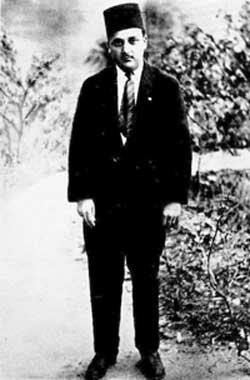
Shoghi Effendi

Shoghi Effendi (arabisch شوقی افندی), auch Shoghi Rabbani (* 1. März 1897 in Akkon; † 4. November 1957 in London), war der „Hüter“ der Bahai-Religion.
Er war von ʿAbdul-Bahāʾ beauftragt, nach dessen Tod die Entwicklung der Religion zu leiten, die Bahai-Schriften auszulegen und so im Sinne des Bundes Bahāʾullāhs die Einheit der Bahai-Gemeinde zu bewahren. Während seiner 36-jährigen Amtszeit trug er deutlich zur Verbreitung der Bahai-Religion und Etablierung der Bahai-Verwaltungsordnung bei, übersetzte Bahai-Schriften ins Englische, entwickelte das Bahai-Weltzentrum und vermittelte sein Verständnis vom Fortschritt der Zivilisation im Lichte der Lehren Bahāʾullāhs.

## Leben und Wirken

### Kindheit und Jugendzeit

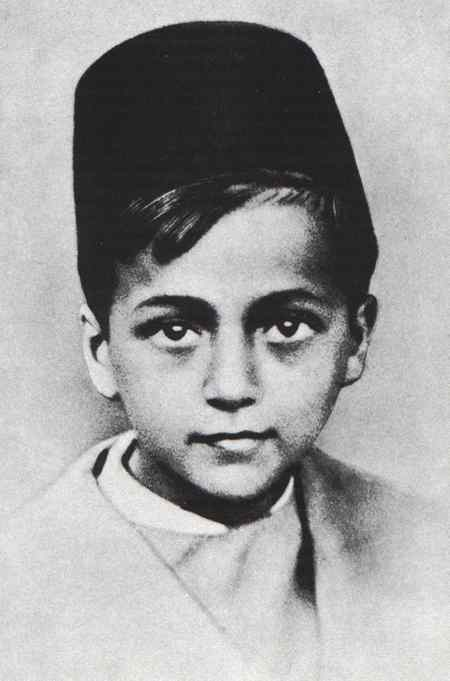
Shoghi Effendi als Kind.

Shoghi Effendi wurde am 1. März 1897 in Akkon, Palästina (heute Israel), geboren. Er war das älteste Enkelkind von ʿAbdul-Bahāʾ und ein Verwandter sowohl des Bāb als auch von Bahāʾullāh. Von klein auf schenkte ʿAbdul-Bahāʾ Shoghi Effendi besondere Aufmerksamkeit und spielte auch eine bedeutende Rolle bei seiner Bildung und Erziehung. Shoghi Effendi, der sich seinem Großvater eng verbunden fühlte, widmete diesen Bereichen wiederum viel Energie.
Shoghi Effendi erhielt seine frühe Ausbildung in der von ʿAbdul-Bahāʾ gegründeten Einraumschule, wo er auf Persisch, Arabisch und teilweise auch auf Englisch und Französisch unterrichtet wurde. Später besuchte er das Jesuiten-Collège des Frères in Haifa, wo er Französisch lernte, und später die katholische Schule in Beirut, bevor er auf die vorbereitende High School des Syrian Protestant College, der heutigen Amerikanische Universität Beirut, wechselte. Dort machte er 1917 seinen Bachelor-Abschluss und absolvierte danach noch ein zusätzliches Studiumsjahr.
Shoghi Effendi kehrte im Sommer 1918 nach Haifa zurück und wurde zum Hauptsekretär ʿAbdul-Bahāʾs. Er wurde mit der Übersetzung der Sendbriefe ʿAbdul-Bahāʾs ins Englische beauftragt – seine Sprachkenntnisse hatte er während seines Studiums in Beirut verfeinert. Shoghi Effendi begleitete ʿAbdul-Bahāʾ auch bei verschiedenen Besuchen bei Regierungsbeamten.
1920 begann er an der Universität Oxford Politikwissenschaft und Wirtschaft zu studieren – auch, um sein Englisch weiter zu verbessern und ʿAbdul-Bahāʾ entsprechend besser unterstützen zu können. Am 29. November 1921 erhielt er jedoch die Nachricht vom Tod ʿAbdul-Bahāʾs. Dieses für ihn erschütternde Ereignis markierte den Beginn eines neuen Lebensabschnitts.

### Nach dem Tod ʿAbdul-Bahāʾs

ʿAbdul-Bahāʾ, der älteste Sohn Bahāʾullāhs und Großvater Shoghi Effendis

Shoghi Effendi kehrte nach einem Monat nach Haifa zurück, ohne den Inhalt des Testaments von ʿAbdul-Bahāʾ zu kennen. Er hatte erwartet, dass er beauftragt würde, das Universale Haus der Gerechtigkeit als weltweites Leitungsorgan der Religion zu etablieren. Stattdessen wurden im Testament ʿAbdul-Bahāʾs, das am 3. Januar 1922 verlesen wurde, aber zwei Institutionen zur Leitung der Religion eingesetzt. Zum einen wurde Shoghi Effendi zum Hüter der Religion ernannt, der unter anderem auch die heiligen Texte der Bahai auslegen sollte. Zum anderen bekräftigte ʿAbdul-Bahāʾ die Autorität des allgemein zu wählenden Gremiums des Universalen Hauses der Gerechtigkeit und erläuterte dessen Funktionsprinzipien.
Die Nachricht von seiner Ernennung als Hüter der Bahai-Religion verstärkte seine Trauer über den Verlust seines Großvaters. In dieser Zeit war für ihn und die Gemeinde die Unterstützung seiner Tante Bahíyyih Khánum, der Schwester ʿAbdul-Bahāʾs, wichtig. Mit dem Tod von ʿAbdul-Bahā und später auch von Bahíyyih Khánum war der Bahai-Glaube laut Shoghi Effendi in eine neue Phase eingetreten. Er bezeichnete die Periode bis dorthin als „apostolisches Zeitalter“ oder „heroisches Zeitalter“. Danach habe das „formative Zeitalter“ oder „gestaltende Zeitalter“ begonnen.

### Heirat und Familie

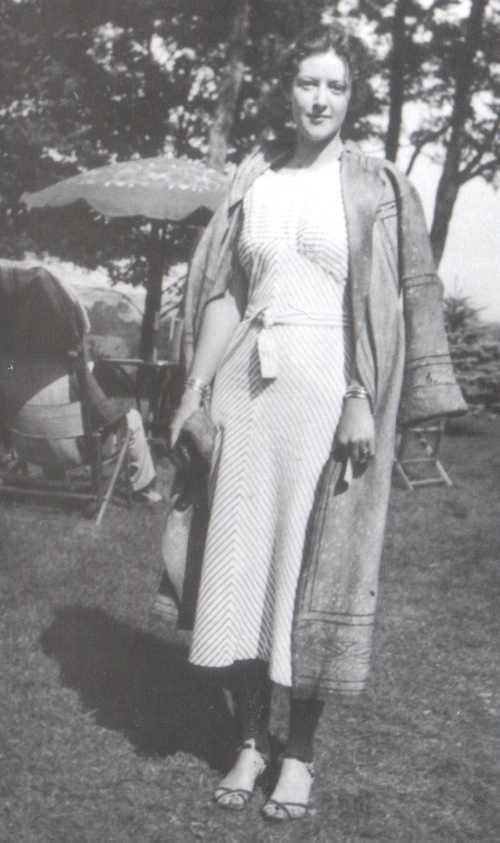
Mary Maxwell, die Ehefrau Shoghi Effendis, bekannt auch als Rúhíyyih Khánum

Am 25. März 1937 heiratete Shoghi Effendi die Kanadierin Mary Maxwell, die auch unter dem Namen Amatu'l-Bahá Ruhiyyih Khanum bekannt ist. Sie wurde auch seine lebenslange Assistentin in seiner Arbeit als Hüter der Bahai-Religion. Jahre später beschrieb er sie als „meine Gefährtin, mein Schutzschild [...] und meine unermüdliche Mitarbeiterin.“ Das Paar hatte keine Kinder.

### Als Hüter der Bahai-Religion
Shoghi Effendi wirkte nach dem Tod ʿAbdul-Bahāʾs 1921 bis zu seinem eigenen Tod 1957 als Hüter der Bahai-Religion. Für die Bestimmung der Prioritäten seiner Amtszeit waren drei Schriften von Bahāʾullāh und ʿAbdul-Bahāʾ besonders prägend. Das Testament von ʿAbdul-Bahāʾ betreffend die Entwicklung der Bahai-Verwaltungsordnung, ʿAbdul-Bahāʾs Sendschreiben zum Göttlichen Plan betreffend die Ausbreitung der Bahai-Gemeinde sowie Bahāʾullāhs Tafel des Karmel betreffend den Aufbau des Bahai-Weltzentrums.

#### Aufbau der Bahai-Verwaltungsordnung
Shoghi Effendi legte großen Wert auf die Schaffung der Verwaltungsordnung von Bahāʾullāh im Sinne des Testaments ʿAbdul-Bahāʾs und begann unmittelbar nach seiner Ernennung mit deren Aufbau. Denn für die Verbreitung der Religion benötigte die Gemeinde seiner Einschätzung nach Institutionen, die ihre Ressourcen mobilisieren könnten. Shoghi Effendi förderte entsprechend die Etablierung gewählter lokaler und nationaler Bahai-Institutionen. Dabei sollten die Mitglieder dieser Institutionen neben anderen Prinzipien der Verwaltungsordnung der Bahai lernen, Entscheidungen gemeinschaftlich zu treffen, indem sie die Methode der Bahai-Beratung anwenden.
Später kam Shoghi Effendi schließlich zur Überzeugung, dass die Bahai-Gemeinden in einigen Ländern genügend administrative Kapazität aufgebaut hatten, weshalb er damit begann, Pläne zu entwerfen und voranzubringen, um an vielen weiteren Orten Bahai-Gemeinden zu gründen. Zur Unterstützung dieses Vorhabens ernannte er eine Gruppe Bahai zu „Händen der Sache Gottes“. Diese waren neben anderen Aufgaben dafür verantwortlich, individuelle Initiativen zu unterstützen, das Lernen der Gemeinde und die Bildung ihrer Mitglieder zu fördern und die gewählten Gremien zu beraten. In der weiteren Folge etablierte er zudem ein Netzwerk an Personen, die als Hilfsamtsmitglieder bezeichnet werden, die die Hände der Sache Gottes bei ihren Tätigkeiten unterstützen sollten. Zudem etablierte er in seiner Amtszeit den Internationalen Bahai-Rat als provisorische Institution bis zur Wahl des Universalen Hauses der Gerechtigkeit.

#### Ausbreitung der Bahai-Religion

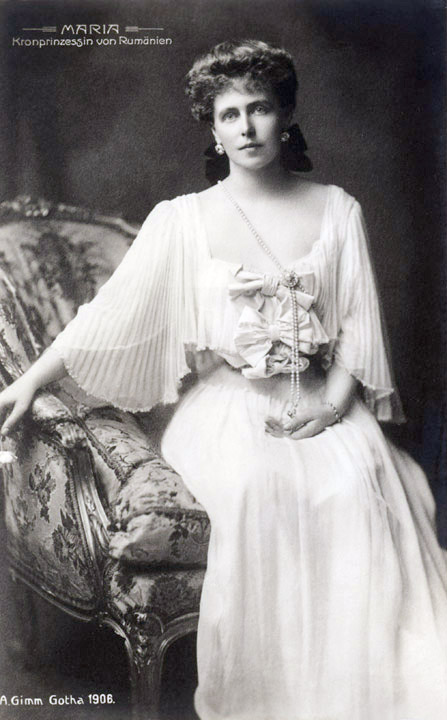
Königin Marie von Edinburgh, die erste Monarchin, die die Bahai-Religion annahm

Eine weitere Priorität ergab sich aus ʿAbdul-Bahāʾs Sendschreiben zum göttlichen Plan. Diese sahen vor, die Bahai-Religion in jedem Land der Welt zu etablieren. Für diesen Zweck mobilisierte und unterstützte Shoghi Effendi eine Gruppe von Bahai, in verschiedene Teile der Welt zu gehen, um die Bahai-Religion zu lehren. Shoghi Effendi unterhielt regelmäßige Korrespondenz mit dieser Gruppe. Eine der ersten und erfolgreichsten dieser Personen war die Amerikanerin Martha Root, die für diese Aufgabe einige Male um die Welt reiste und dabei unter anderem dazu beitrug, dass Königin Marie von Rumänien als weltweit erste Monarchin die Bahai-Religion annahm. Königin Marie schrieb:

„Wenn ihr jemals auf den Namen Bahá'u'lláh oder 'Abdu'l-Bahá aufmerksam werdet, dann vergesst ihre Schriften nicht. Sucht in ihren Büchern, und lasst ihre herrlichen, friedensstiftenden, Liebe schaffenden Worte und Lehren in eure Herzen eindringen, so wie sie in meins eingedrungen sind.“

Mit deren zunehmendem Wachstum und Kapazitätsaufbau begann Shoghi Effendi damit, verschiedenen Bahai-Gemeinden konkrete und systematische Pläne für ihre Ausbreitung und Konsolidierung zu vermitteln. 1953 waren die Bahai in der Einschätzung Shoghi Effendis schließlich in der Lage, eine zehnjährige, weltweite Kampagne zu starten, die sie bis zur Wahl des Universalen Hauses der Gerechtigkeit führen sollte. Damit trug Shoghi Effendi dazu bei, dass die Zahl der Länder mit Bahai-Gemeinden in der Zeit seines Wirkens von etwa 35 auf über 200 anwuchs. Bis zum Ende der zehnjährigen Kampagne, die unter der Führung der Hände der Sache Gottes zu Ende geführt wurde, waren 56 nationale und über 4.500 örtliche Geistige Räte gebildet.

#### Entwicklung des Bahai-Weltzentrums

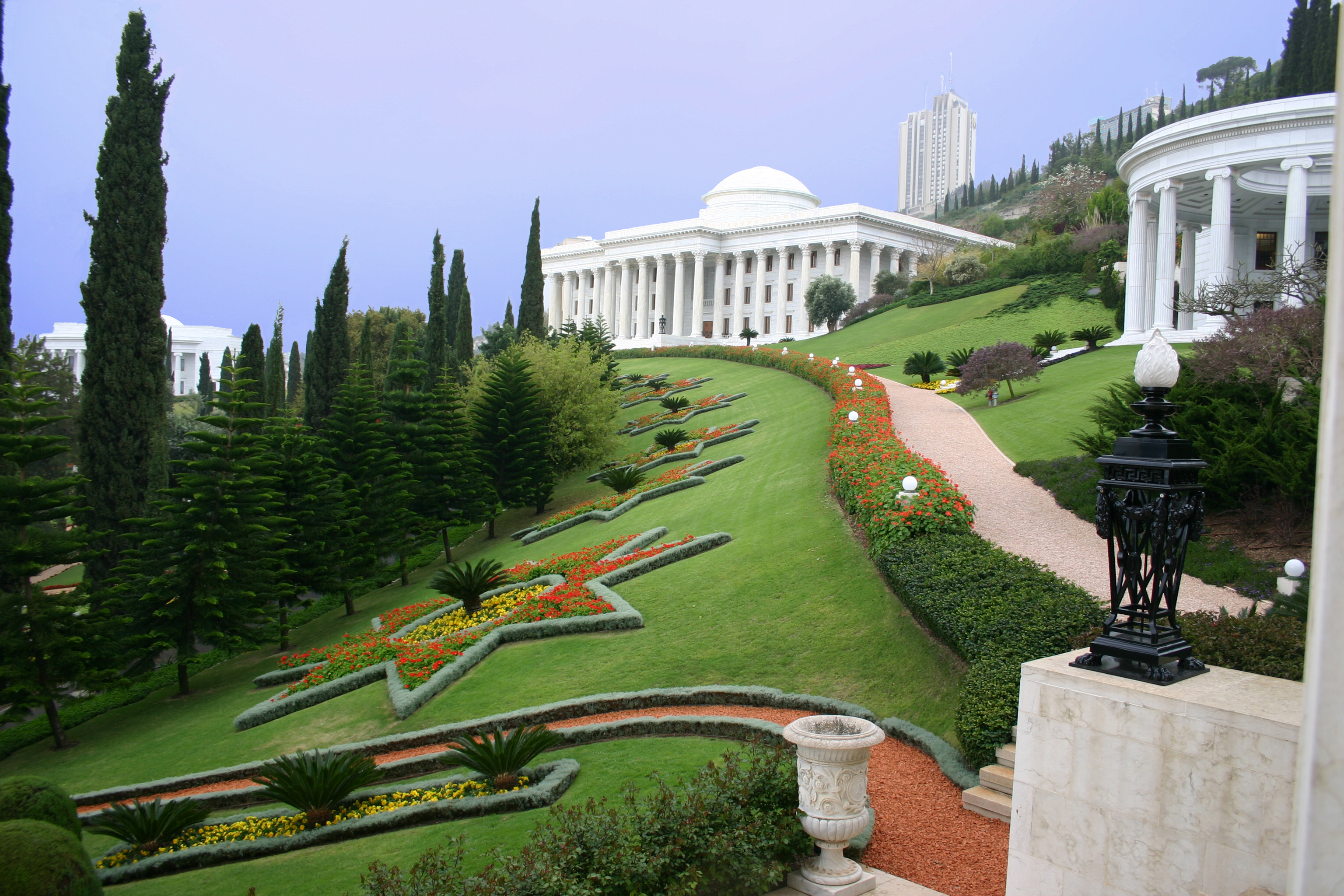
Bahai-Gärten auf dem Berg Karmel

Eine dritte wichtige Priorität, die sich für Shoghi Effendi aus Bahāʾullāhs Tafel des Karmel erschloss, war die Entwicklung des geistigen und administrativen Zentrums der Religion in Israel. Bahāʾullāh sprach darin vom Berg Karmel als zukünftigem Ort für den Bau heiliger Stätten, darunter der Schrein des Bāb und der Sitz des Universalen Hauses der Gerechtigkeit. Sowohl Bahāʾullāh als auch ʿAbdul-Bahāʾ gaben darüber hinaus Einzelheiten über die Gestaltung dieser Orte bekannt.
Shoghi Effendi widmete sich dem Aufbau dieses Bahai-Weltzentrums. Die Sicherheit und Erhaltung des Schreins von Bahāʾullāh und seiner Umgebung zu gewährleisten, erwies sich dabei als eine größere Herausforderung. Er arbeitete daran, diese für die Bahai heiligen Orte zu sichern und zu verschönern. In Haifa koordinierte und beaufsichtigte er den Bau des Überbaus für den Schrein des Bāb mit seiner goldenen Kuppel. Er legte auch Gärten um die beiden Schreine an und restaurierte andere Stätten in der Umgebung, die für die Bahai-Geschichte bedeutend waren. Um das weltweite Verwaltungszentrum der Religion auf dem Berg Karmel zu errichten, entwarf Shoghi Effendi einen Plan für einen „Bogen“ von Gebäuden, die die internationalen Institutionen der Religion beherbergen sollten.

#### Herausforderungen
Shoghi Effendi sah sich während seiner Amtszeit wiederholt mit Herausforderungen konfrontiert. Unter anderem wurde die Gemeinde in Aşgabat aufgelöst, die deutschen Bahai wurden unter der Naziherrschaft verfolgt, im Iran kam es wieder zu starkem Widerstand gegen die Gemeinde und auch das Haus von Bahāʾullāh in Bagdad wurde beschlagnahmt. Shoghi Effendi habe dabei Wert darauf gelegt, in jeder Krise auch eine Chance zu sehen.

### Plötzlicher Tod und Folgen
Shoghi Effendi verstarb 60-jährig nach einer Influenzaerkrankung am 4. November 1957 in London. Er wurde auf dem Great Northern London Cemetery beigesetzt, der heute Teil des New Southgate Cemetery ist.
Nach dem Tod von Shoghi Effendi wurde die Bahai-Gemeinde vorübergehend von einer Gruppe erfahrener Bahai geleitet, die Shoghi Effendi selbst als „Hände der Sache Gottes“ ernannt hatte. In einer Botschaft, die Shoghi Effendi kurz vor seinem Tod verfasste, bezeichnete er die Hände der Sache als „Chief Stewards“ der Religion. Nach seinem Tod begleiteten diese die Bahai-Gemeinde daher entsprechend den Instruktionen Shoghi Effendis bis zur Wahl des Universalen Hauses der Gerechtigkeit, die im April 1963 stattfand.
Shoghi Effendi bestimmte vor seinem Tod keinen weiteren Hüter der Bahai-Religion als Nachfolger. Er hatte selbst keine Kinder und es gab auch sonst niemanden, der die notwendigen Voraussetzungen gemäß den spezifischen Vorgaben, die ʿAbdul-Bahāʾ in seinem Testament für die Auswahl zukünftiger Hüter dargelegt hat, erfüllte. Alle Hände der Sache Gottes bestätigten, dass sie kein Testament Shoghi Effendis finden konnten. Es gab seit seinem Tod dennoch einige letztlich gescheiterte Versuche, eine Abspaltung innerhalb der Bahai-Gemeinde herbeizuführen. 1960  argumentierte einer der Hände der Sache Gottes, Charles Mason Remey, der Nachfolger von Shoghi Effendi als Hüter der Religion zu sein. Sein Versuch, so Autorität für sich zu beanspruchen, blieb jedoch erfolglos. 1963 gab auch das Universale Haus der Gerechtigkeit bekannt, dass es selbst keinen weiteren Hüter ernennen und kein Gesetz erlassen könne, das dies ermöglicht.

## Schriften und Übersetzungstätigkeit

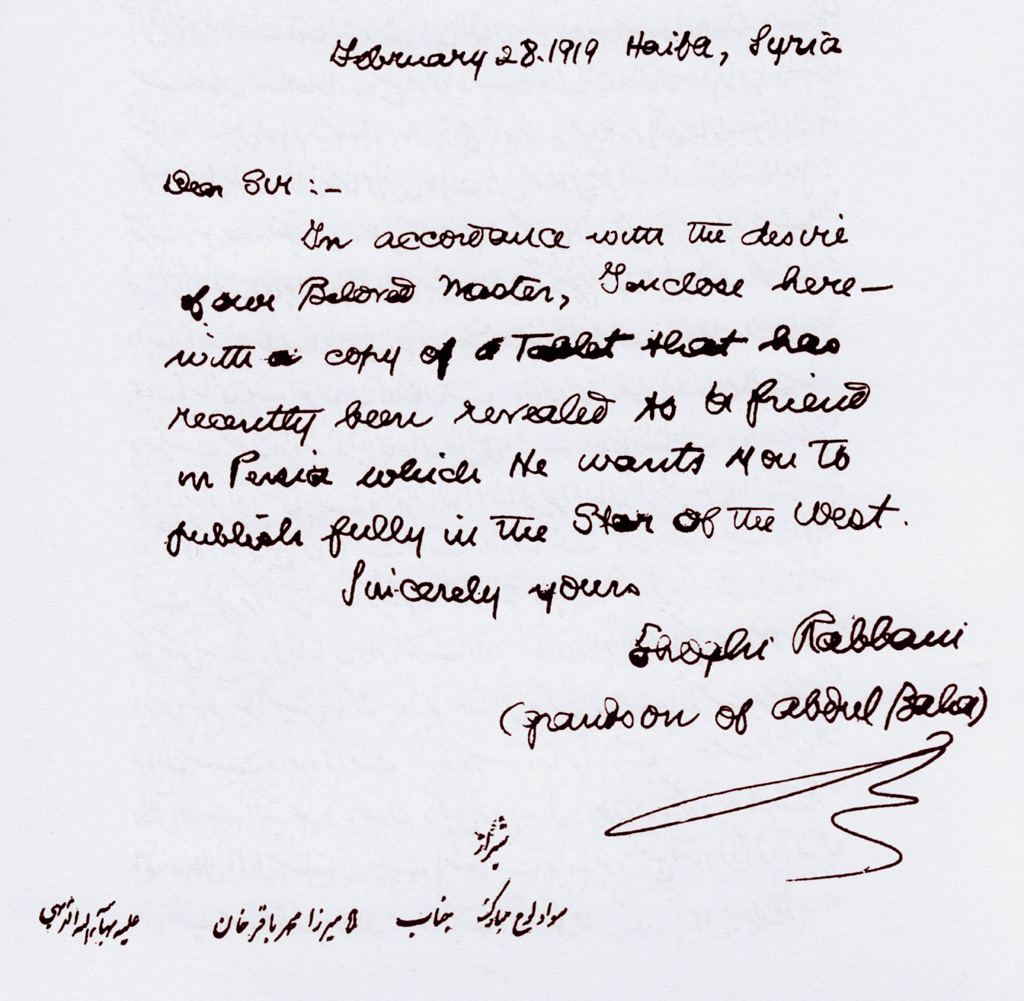
Text in der Handschrift Shoghi Effendis während seiner Tätigkeit als Sekretär ʿAbdul-Bahāʾs

Neben den genannten Prioritäten sah Shoghi Effendi noch einen Schwerpunkt seiner Tätigkeit als Hüter der Bahai-Religion darin, der Gemeinde zu helfen, die Schriften besser zu verstehen und sie in ihrem Leben anzuwenden. Dies verfolgte er sowohl durch eigene Werke als auch durch seine Übersetzungstätigkeit.

### Schriften
Shoghi Effendi hatte von ʿAbdul-Bahāʾ den Auftrag erhalten, nach seinem Tod als Einziger die Bahai-Schriften autoritativ auszulegen. Er baute auf dieses Mandat auf, um unter anderem seine Einsichten in die Bedeutung von bedeutenden Geschehnissen und Entwicklungen in der Welt in Briefen mit der Bahai-Gemeinde zu teilen. Mit dem Wachstum der Gemeinde kam es zudem dazu, dass er auf die zunehmenden und vielfältigen Fragen von Bahai-Institutionen über das Verständnis der Bahai-Sache und ihrer Verwaltung schriftlich antwortete. Er beschrieb in seinen Schriften unter anderem die wesentlichen Glaubenssätze der Bahai-Lehren sowie die religiösen und moralischen Pflichten der einzelnen Bahai, aber erläuterte auch konkretere Aspekte wie die Aufgaben des Universalen Hauses der Gerechtigkeit oder die Wahl und Funktionsweise örtlicher und nationaler Geistiger Räte. Insgesamt umfassen die Schriften von Shoghi Effendi etwa 26.000 Briefe und Dokumente. Etwa die Hälfte dieser Texte wurde auf Englisch, die andere auf Persisch und Arabisch verfasst. Zum Ziel der Einheit der ganzen Menschheit schrieb er beispielsweise:

„Die Vereinigung der ganzen Menschheit ist das Kennzeichen der Stufe, der sich die menschliche Gesellschaft heute nähert. Die Einheit der Familie, des Stammes, des Stadtstaates und der Nation ist nacheinander in Angriff genommen und völlig erreicht worden. Welteinheit ist das Ziel, dem eine gequälte Menschheit zustrebt.“

Einige der wichtigsten seiner Briefe wurden in Bücher oder Bänden zusammengefasst. Der Titel „Die Weltordnung Baháʾuʾlláhs“ enthält sieben Briefe, die unter anderem auf die Kernüberzeugungen und die Rolle des Bahai-Glaubens beim Aufbau einer geeinten Welt eingehen. Ein Brief wurde unter dem Namen „Das Kommen göttlicher Gerechtigkeit“ veröffentlicht und geht unter anderem auf die Notwendigkeit von Rechtschaffenheit und Aufrichtigkeit bei allen Angelegenheiten ein. Während des Zweiten Weltkriegs schrieb Shoghi Effendi „Der verheißene Tag ist gekommen“, womit er die Bahai unter anderem über seine Sicht auf die Gründe und größeren Zusammenhänge der politischen und sozialen Umwälzungen in der Welt aufklärte. Zudem verfasste Shoghi Effendi mit „Gott geht vorüber“ eine umfassende Untersuchung der Bahai-Geschichte.

### Übersetzungen
Shoghi Effendi spielte eine zentrale Rolle bei der Übersetzung der Bahai-Schriften ins Englische. Als Hüter der Bahai-Religion war er auch befugt, die Bedeutung dieser Texte zu interpretieren. Er übersetzte mehrere Werke von Bahāʾullāh ins Englische, darunter „Die Verborgenen Worte (The Hidden Words)“ (1929), „Das Buch der Gewissheit (Book of Certitude)“ (1931) und „Brief an den Sohn des Wolfes (Epistle to the Son of the Wolf)“ (1941). Außerdem stellte er Kernpassagen aus den Schriften Bahāʾullāhs in zwei Sammelbänden zusammen: „Ährenlese (Gleanings)“ (1935) und „Gebete und Meditationen (Prayers and Meditations)“ (1938). Darüber hinaus übersetzte Shoghi Effendi Passagen aus den Werken von Bahāʾullāh, dem Bāb und ʿAbdul-Bahāʾ als Teil seiner eigenen Korrespondenz und Publikationen. Mit „Nabils Bericht (The Dawn Breakers)“ (1932) erstellte er zudem eine englische Version eines zentralen Werks über die frühe Geschichte der Bahai-Religion.

## Werke
Deutsch
- Gott geht vorüber. Mit einer Einführung von George Townshend. Baháʼí-Verlag, Hofheim 2001 (englisch: God Passes By.).
- Die Weltordnung Baháʼuʼlláhs. Briefe von Shoghi Effendi. Baháʼí-Verlag, Hofheim 1977, ISBN 3-87037-088-2 (englisch: The World Order of Bahá’u’lláh; enthält The World Order of Bahá’u’lláh, The World Order of Bahá’u’lláh: Further Considerations, The Goal of a New World Order, The Golden Age of the Cause of Bahá’u’lláh, America and the Most Great Peace, The Dispensation of Bahá’u’lláh, The Unfoldment of World Civilization.).
- Das Kommen göttlicher Gerechtigkeit. Baháʼí-Verlag, Frankfurt am Main 1969 (englisch: The Advent of Divine Justice.).
- Der verheißene Tag ist gekommen. Baháʼí-Verlag, Frankfurt am Main 1967 (englisch: The Promised Day Is Come.).

Englisch
- Shoghi Effendi: Citadel of Faith. Messages to America 1947–1957. Bahá'í Publishing Trust, Wilmette 1965, ISBN 0-87743-011-X.
- Shoghi Effendi: The Light of Divine Guidance. The messages from the Guardian of the Bahai Faith to the Bahais of Germany and Austria. Bahai-Verlag, Hofheim-Langenhain 1982, ISBN 3-87037-145-5.